# Cassiope pectinata
Cassiope pectinata är en ljungväxtart som beskrevs av Otto Stapf. Cassiope pectinata ingår i släktet kantljungssläktet, och familjen ljungväxter. Inga underarter finns listade i Catalogue of Life.